# Sauber C22
A Sauber C22 egy Formula–1-es versenyautó, amelyet a Sauber csapat tervezett és versenyeztetett a 2003-as Formula–1 világbajnokságban. Pilótái Nick Heidfeld és Heinz-Harald Frentzen voltak, a tesztpilóta pedig Neel Jani.

## Áttekintés
Ez volt a harmadik autója a csapatnak, melyet Willy Rampf tervezett. A cél az volt, hogy a kasztni összességében merevebb legyen, megbízhatóbb, de egyszersmind kompaktabb és könnyebb. A Sauber motorpartnere továbbra is a Ferrari volt, az egységeket Petronas névre átcímkézve használták, az alapjuk pedig a 2002-es Ferrari-motorok voltak.
Az autót először 2003 januárjában tervezték bejáratásra vinni Fioranóban, a hivatalos tesztek előtt, de ebben egy hóvihar megakadályozta őket. Ezért aztán legelőször februárban láthatta a nagyközönség Hinwillben, méghozzá egy látványos, jégcsarnokban rendezett show közepette. A Barcelonában és Valenciában folytatott tesztek során alapvetően jól teljesítettek, leszámítva problémákat a motorral és a változó időjárási körülményekkel. Az FIA ebben az évben felajánlotta a csapatoknak a pénteki tesztelések lehetőségét, ezzel a Sauber nem élt, hanem helyette privát teszteken próbálták ki a fejlesztéseket.
A csapat főszponzora továbbra is a Petronas volt, valamint a Red Bull. Új szponzorként érkezett a Mobile TeleSystems, a Credit Suisse pedig hosszabbított a csapattal.

## A szezon
Jól kezdődött az év, az ausztrál nagydíj időmérő edzésén Frentzen rögtön negyedik lett, a versenyen pedig hatodikként ért célba. Ugyancsak sikerült pontokat szerezniük Malajziában és Brazíliában is. Ahogy azonban haladt előre az idény, úgy lett egyre nagyobb probléma a megbízhatóság. Ausztriában Frentzen el sem tudott indulni, kuplungmeghibásodás miatt. A szezon során kieséseik közül mindössze kettő volt, amely versenybaleset következtében történt - az egyik ilyen volt Frentzen monacói kiesése már a felvezető körben, amikor az uszoda sikánjánál odacsapta az autót.
Az év fénypontja az amerikai nagydíj volt, amikor is mindkét autójuk pontot szerzett, ráadásul Frentzen a harmadik helyen ért célba - ez volt pályafutása tizennyolcadik és egyben utolsó dobogója.

## Eredmények
| Év   | Csapat          | Motor        | Gumik | Pilóták               | 1   | 2   | 3   | 4   | 5   | 6   | 7   | 8   | 9   | 10  | 11  | 12  | 13  | 14  | 15  | 16  | Pontok | Helyezés |
| ---- | --------------- | ------------ | ----- | --------------------- | --- | --- | --- | --- | --- | --- | --- | --- | --- | --- | --- | --- | --- | --- | --- | --- | ------ | -------- |
| 2003 | Sauber Petronas | Petronas 03A | B     |                       | AUS | MAL | BRA | SMR | ESP | AUT | MON | CAN | EUR | FRA | GBR | GER | HUN | ITA | USA | JPN | 19     | 6.       |
| 2003 | Sauber Petronas | Petronas 03A | B     | Nick Heidfeld         | KI  | 8   | KI  | 10  | 10  | KI  | 11  | KI  | 8   | 13  | 17  | 10  | 9   | 9   | 5   | 9   | 19     | 6.       |
| 2003 | Sauber Petronas | Petronas 03A | B     | Heinz-Harald Frentzen | 6   | 9   | 5   | 11  | KI  | NI  | KI  | KI  | 9   | 12  | 12  | KI  | KI  | 13† | 3   | KI  | 19     | 6.       |

† - nem fejezte be a futamot, de rangsorolták, mert teljesítette a versenytáv 90 százalékát